# Michał Rogalski (Badminton)
Michał Rogalski (* 23. Juni 1987 in Wrocław) ist ein polnischer Badmintonspieler. 

## Karriere
Michał Rogalski gewann 2008 seine erste Medaille bei den nationalen Titelkämpfen in Polen. Weitere Medaillengewinne folgten 2009 und 2001. Bei den Europäischen Hochschulmeisterschaften 2009 erkämpfte er sich Silber im Herrendoppel, 2010 Bronze im Herreneinzel.

## Sportliche Erfolge
| Saison | Veranstaltung                        | Disziplin    | Platz | Name                                                                              |
| ------ | ------------------------------------ | ------------ | ----- | --------------------------------------------------------------------------------- |
| 2008   | Polnische Einzelmeisterschaften      | Herrendoppel | 3     | Maciej Kowalik / Michał Rogalski (SKB Litpol-Malow Suwałki)                       |
| 2009   | Europäische Hochschulmeisterschaften | Herrendoppel | 2     | Łukasz Moreń / Michał Rogalski                                                    |
| 2009   | Polnische Einzelmeisterschaften      | Herrendoppel | 3     | Łukasz Moreń / Michał Rogalski (SKB Litpol-Malow Suwałki / LKS Technik Głubczyce) |
| 2010   | Europäische Hochschulmeisterschaften | Herreneinzel | 3     | Michał Rogalski                                                                   |
| 2011   | Polnische Einzelmeisterschaften      | Herrendoppel | 3     | Mateusz Dubowski / Michał Rogalski (UKS Hubal Białystok)                          |
| 2012   | Polnische Einzelmeisterschaften      | Herreneinzel | 3     | Michał Rogalski                                                                   |
| 2012   | Polnische Einzelmeisterschaften      | Herrendoppel | 3     | Hubert Pączek / Michał Rogalski (AZS AGH Kraków / UKS Hubal Białystok)            |
| 2013   | Polnische Einzelmeisterschaften      | Herreneinzel | 2     | Michał Rogalski                                                                   |
| 2013   | Polnische Einzelmeisterschaften      | Herrendoppel | 3     | Adrian Dziółko / Michał Rogalski (UKS Hubal Białystok)                            |
| 2014   | Polnische Einzelmeisterschaften      | Herreneinzel | 2     | Michał Rogalski                                                                   |
| 2015   | Polnische Einzelmeisterschaften      | Herreneinzel | 3     | Michał Rogalski                                                                   |